# Dirk Bach
Dirk Bach (ur. 23 kwietnia 1961 w Kolonii, zm. 1 października 2012 w Berlinie) – niemiecki aktor, komik, prezenter i osobowość telewizyjna.

## Życiorys
Syn Willego i Trude Bachów. Dzieciństwo spędził w Kolonii. W 1980 roku ukończył szkołę średnią dzielnicy Kolonii – Chorweiler. Następnie zaczął współpracować z okolicznymi teatrami niezależnymi i offowymi. Od lat 80 zaczął występować w produkcjach filmowych, m.in. Im Himmel ist die Hölle los (1984) czy Bas-Boris Bode (1985). W 1988 uzyskał angaż się w teatrze improwizowanym Springmaus. Od 1992 roku członek zespołu kolońskiego teatru miejskiego. Często występował z aktorką Hellą von Sinnen.
W 1992 roku zadebiutował w telewizji, prowadząc na antenie RTL autorski program Dirk Bach Show. Od 1996 do 2002 roku odrywał główną rolę w serialu komediowym Lukas, emitowanym na antenie ZDF. Od 2004 roku do śmierci prowadził wraz z Sonją Zietlow program Ich bin ein Star – Holt mich hier raus!. Między 2005, a 2008 rokiem występował w improwizowanym serialu komediowym Frei Schnauze.
Był także aktorem dubingowym, podkładał głos Pepe w niemieckiej wersji językowej Ulicy Sezamkowej czy w serialu animowanym Oggy i karaluchy.
1 października 2012 roku Dirk Bach został znaleziony martwy w pokoju hotelowym w Berlinie-Lichterfelde, gdzie przebywał z powodu zbliżającej się premiery teatralnej. Przyczyną śmierci była niewydolność serca. Został pochowany na cmentarzu Melaten w Kolonii.
Od 1995 roku żył w związku partnerskim.

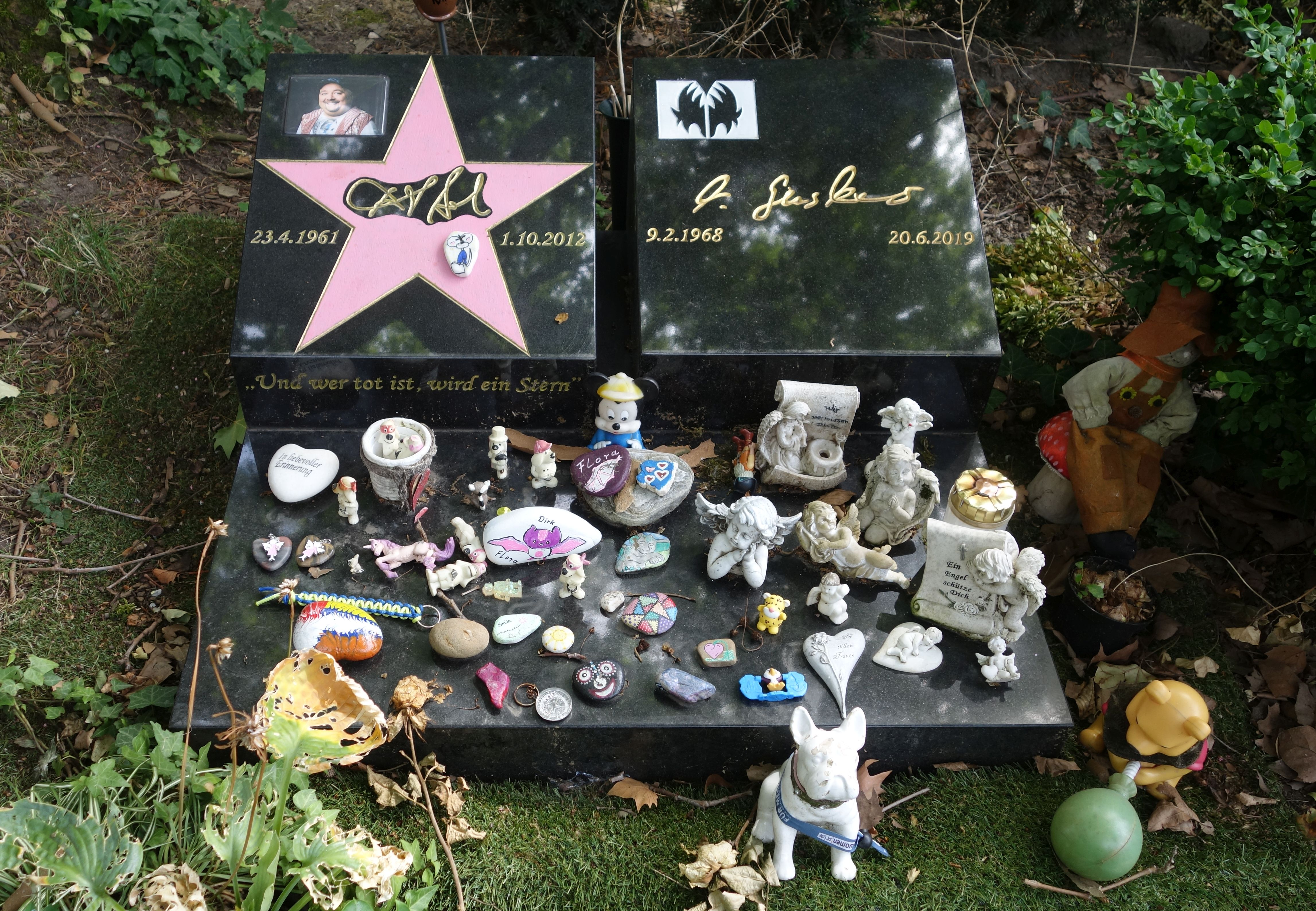
Grób Dirka Bacha i jego partnera na cmentarzu w Kolonii.

## Filmografia (wybór)
- Wyścig o kasę (2003)
- Śpiąca królewna (2008)
- Poszukiwacze zaginionego diamentu (2008)
- Zakazana miłość (2010)